# Camille Leblanc-Bazinet
Camille Leblanc-Bazinet (Richelieu, Quebec, Canadá, 10 de octubre de 1988) es una atleta profesional de CrossFit canadiense. Es la ganadora de los CrossFit Games 2014. Además es reconocida por ser levantadora de pesas, tras haberse clasificado varias competiciones relacionadas con la disciplina.

## Biografía
Leblanc-Bazinet nació en Richelieu, Quebec el 10 de octubre de 1988, su padre es Danielle Leblanc, quien ha competido en varias competencias de Crossfit.
En sus primeros años practicó gimnasia a nivel competitivo durante casi 14 años, pero a los 
16 años, su carrera de gimnasta se detuvo después de romperse la cadera. Al recuperarse, comenzó a jugar futbol y voleibol, llegando a ser la capitana del equipo de flag football del colegio. 
Camille también corre media maratón, esquía, y juega al rugby. En una entrevista dijo que comenzó en el CrossFit después de que en una fiesta del equipo, un señor le dijo que no estaba en buena condición física. Antes de comenzar con el Crossfit, sus padres estaban totalmente en contra y sus amigos creían que era una disciplina peligrosa; sin embargo terminaron animándole a intentarlo.

## Trayectoria

### Lesión en el hombro
Durante el transcurso del segundo evento de los CrossFit Games 2017, Camille sufrió una dura caída desde su bicicleta en la prueba de ciclocross, golpeándose contra el suelo y dislocándose el hombro. En ese momento, junto a la adrenalina y el calor, decidió recolocárselo ella misma y continuar hasta finalizar el evento. La atleta canadiense decidió continuar a pesar de la lesión y esperó a conocer la siguiente prueba, bautizada como Amanda 45 y que consistía en dominadas completas y arrancadas en sentadilla, lo que suponía un gran trabajo de hombro que no podría resistir. Decidió retirarse, ya que continuar y terminar con una lesión mucho más grave podría haber acabado con su carrera deportiva.
«No se trataba de rendirse, se trataba de ser inteligente. Inteligente para mi futuro, inteligente para mi carrera.»

### Posible retirada del CrossFit
A finales de 2019, Camille comunicó en un pódcast canadiense llamado RDS En Form, que no tenía intención de competir en los CrossFit Games 2020. «Ya son 10 los años consecutivos los que llevo compitiendo en los Games, es mucho para mi cuerpo y para mi mente. Lo próxima temporada creo que se enfocará en mi nuevo negocio, Feroce Fitness» Participó en el Open de 2019, pero no consiguió clasificarse para el evento final, por lo que pasó a formar parte del equipo CrossFit Krypton compartiendo equipo con atletas como Alec Smith, Cody Mooney y Jessica Griffith, consiguiendo el 2.º puesto en la competición por equipos por detrás de Mayhem Freedom.

### Levantamiento de pesas y Tokio 2020
Camille ha tenido durante toda su carrera deportiva al levantamiento de pesas como disciplina favorita, por lo que tras finalizar los CrossFit Games 2019 decidió ir dejando el CrossFit a un lado, para pasar a entrenar de cara a los Juegos Olímpicos de 2020 en Tokio, Japón.

## Palmarés

### CrossFit Games
| Año  | CrossFit Games  | Regionals       | Open    | Open                 |
| Año  | CrossFit Games  | Regionals       | Mundial | Nacional             |
| ---- | --------------- | --------------- | ------- | -------------------- |
| 2011 | 8.ª             | 1.ª Canadá Este | 12.º    | -                    |
| 2012 | 6.ª             | 2.ª Canadá Este | 5.º     | -                    |
| 2013 | 16.ª            | 1.ª Canadá Este | 2.º     | -                    |
| 2014 | 1.ª             | 1.ª Canadá Este | 2.º     | -                    |
| 2015 | 13.ª            | 1.ª Sur         | 5.º     | 2.ª Estados Unidos   |
| 2016 | 21.ª            | 1.ª Sur         | 7.º     | 1.ª Estados Unidos   |
| 2017 | 39.ª            | 2.ª Sur         | 3.ª     | 2.ª Estados Unidos   |
| 2018 | 13.ª            | 2.ª Sur         | 4.ª     | 2.ª Estados Unidos   |
| 2019 | 2.ª por equipos | -               | 8604ª   | 4534ª Estados Unidos |

### Sanctional Events
| Año  | Pos.            | Sanctioned Event | Equipo           |
| ---- | --------------- | ---------------- | ---------------- |
| 2019 | 1.ª por equipos | Woodapalooza     | CrossFit Krypton |

### Mejores marcas
| Workout      | Tiempo          |
| ------------ | --------------- |
| Fran         | 2:04            |
| Helen        | 7:20            |
| Grace        | 1:40            |
| Sprint 400m  | 1:20            |
| Técnico      | Peso            |
| Clean & Jerk | 118 kg (260 lb) |
| Snatch       | 93kg (205 lbs)  |
| Deadlift     | 136 kg (300 lb) |
| Back Squat   | 150 kg (330 lb) |
| Max Pull-ups | 80 reps         |

## Vida personal
El 17 de agosto de 2012, contrajo matrimonio con el también atleta de CrossFit y su entrenador Dave Lipson. Actualmente, Camille se encuentra estudiando Ingeniería Química en la Universidad de Sherbrooke.

### Feroce Fitness
En abril de 2019, creó su propia empresa de entrenamiento personal, fitness y nutrición llamada Feroce Fitness con bastante actividad a través de sus redes sociales y promocionándola con merchandising de ropa deportiva.

### Embarazo
La campeona de los CrossFit Games 2014, anunció su embarazo el 8 de marzo de 2020 en su cuenta de Instagram, junto a varias fotografías con tono de humor junto a su marido Dave Lipson. Es su primer hijo y comparte embarazo con otras conocidas atletas de CrossFit como Kara Saunders, Frederik Aegidius y la bicampeona de los Games, Annie Thorisdottir.